# Форт Калпития
Форт Калпити́я (синг. කල්පිටිය බලකොටුව; там. கற்பிட்டிக் கோட்டை) построен голландцами между 1667 и 1676 годами. Форт имел важное значение, так как охранял проход в лагуну Путталам. Окружающая лагуну местность была одним из основных районов выращивания корицы на Шри-Ланке. Голландцы даже построили судоходный канал из Путталама через Негомбо в Коломбо для транспортировки корицы.

## История
Калпития была известна древним тамилам под названием Кав Путти и являлась известным центром торговли с арабскими купцами. В 1544 году португальцы захватили район, дав ему название «остров Кардив». Король Португалии передал территорию иезуитам, которые построили здесь церковь и учредили небольшой гарнизон для её защиты. Пытаясь освободить порт от португальцев король Канди Расджасингха II (англ.) попросил помощи голландцев, которые в 1659 году отвоевали район, но так и не вернули его королю Канди. Вместо этого они в 1667 году начали возведение форта, который завершили в 1676 году. Калпития был стратегически важен для Голландской Ост-Индской компании, поскольку давал контроль над внешней торговлей Королевства Канди, посредством контроля большого мусульманского торгового сообщества в районе.
Форт в плане почти квадратный, со стенами высотой 4 метра, построен из коралла и песчаника, добытых в окружающей местности. Он имел единственный вход, обращённый к лагуне, был украшен фронтоном, над которым была сторожевая башня, что делало его похожим на вход в церковь. Кирпичи жёлтого цвета во входной арке, по сообщениям, специально привезены из Голландии. По легенде, король Канди дал разрешение на постройку здесь только церкви и голландцы специально построили арку, чтобы король подумал будто это всего лишь укреплённая церковь.
В каждом углу форта располагается бастион, каждый со своим караульным постом, ещё два меньших бастиона обращены к лагуне. Внутри форта здания расположены по периметру, образуя пустое пространство в середине. Стены церкви, казарм, столовой, резиденции командующего и тюрьмы сохранились, хотя крыши заменены. Есть два тоннеля, ведущие из форта, — один ведёт к морю, другой — к Голландской реформистской церкви (англ.) приблизительно в 400 метрах за пределами форта. Сейчас эти тоннели заблокированы и недоступны для посещения.
В 1795 году форт сдался англичанам. Английские войска занимали форт Калпития до 1859 года.
Форт был заброшен много лет пока Военно-морские силы Шри-Ланки не превратили его в тренировочную базу и оперативный штаб в ходе Гражданской войны на Шри-Ланке. Сегодня крепостные стены в хорошем состоянии.